# AMS (motorfiets)
AMS is een historisch Spaans motorfietsmerk.
De bedrijfsnaam was: Contrucciones Mecánicas A.M.S, Málaga.
Spaanse fabrikant die van 1954 tot 1965 tweetakt motorfietsen met Hispano-Villiers-blokken van 124 tot 248 cc maakte. Daarnaast was er ook een 247cc-tweecilinder die waarschijnlijk een door het bedrijf zelf ontwikkelde motor had.
De AMS-motorfietsen waren modern vormgegeven en werden soms met een schommelvoorvork en soms met een telescoopvork geleverd.